# お子さまプレート
『お子さまプレート』は、日本のロックバンド・go!go!vanillasが2021年2月17日にGetting Betterから発売した、デジタルシングルである。

## 概要
前作「ロールプレイ」から1ヶ月ぶりの配信限定シングルで、アルバム「PANDORA」からの先行シングル。
2020年12月29日に当時未発表曲であった今曲が住宅情報館のCMソングに決定したことが発表された。
2021年2月9日に今曲のフル音源がFM802のROCK KIDS 802にて初解禁された。
2月16日に今曲の配信リリースが発表され、2月17日にリリースされた。
今曲にミュージックビデオは存在しない。

## 楽曲解説
1. お子さまプレート (2:55)
作詞・作曲 : 牧達弥
編曲 : go!go!vanillas
  - アルバム「PANDORA」「DREAMS - goodies」にも収録されている。
  - この曲をライブで披露する際は、1番サビ後の間奏でメンバー全員が左右にステップを踏む。ドラムス担当のジェットセイヤはドラムプレイの都合上ステップを踏めないため上半身のみを左右に揺らしている。

## 参加ミュージシャン
go!go!vanillas
- 牧達弥（ボーカル・ギター）
- 柳沢進太郎（ギター・ボーカル）
- 長谷川プリティ敬祐（ベース）
- ジェットセイヤ（ドラムス）

## タイアップ
- 住宅情報館「お宅研編・発表編」CMソング[7]

## ライブ映像作品
お子さまプレート
- 青いの。（完全限定生産盤）
- LIVE FILM -My Favorite Things-

## カバー
- [Alexandros] - 2023年開催の[Alexandros]のライブツアー「THIS SUMMER FESTIVAL '23」のgo!go!vanillasとの対バン公演で、「Dracula La」へ続く形で本曲がワンコーラス披露された[8]。2024年5月15日発売の[Alexandros]のシングル「SINGLE 1」初回限定盤付属DVDにそのライブ映像が収録されている[9]。